# Rhaude

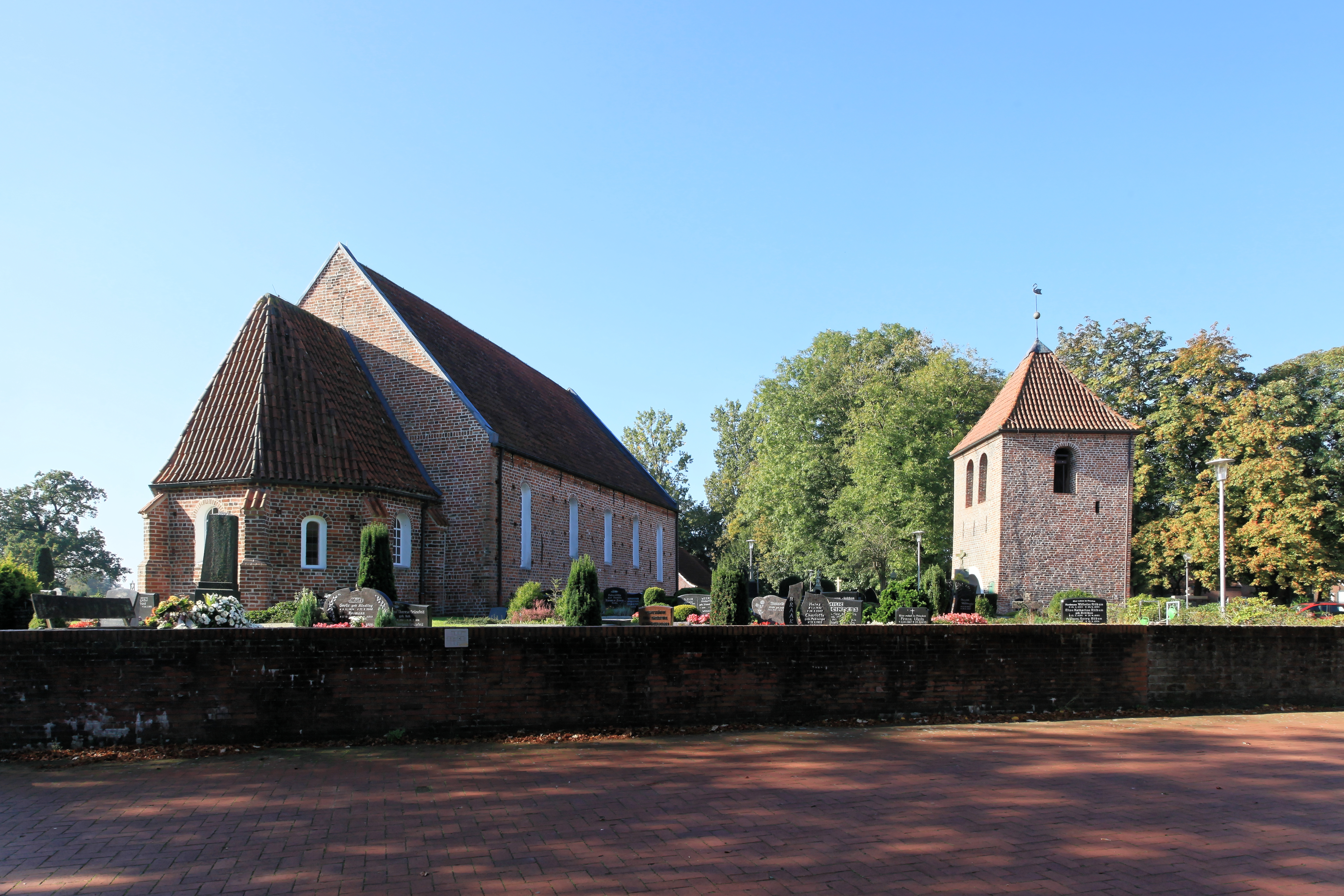
Rhaude – Dorfstraße – Kirche

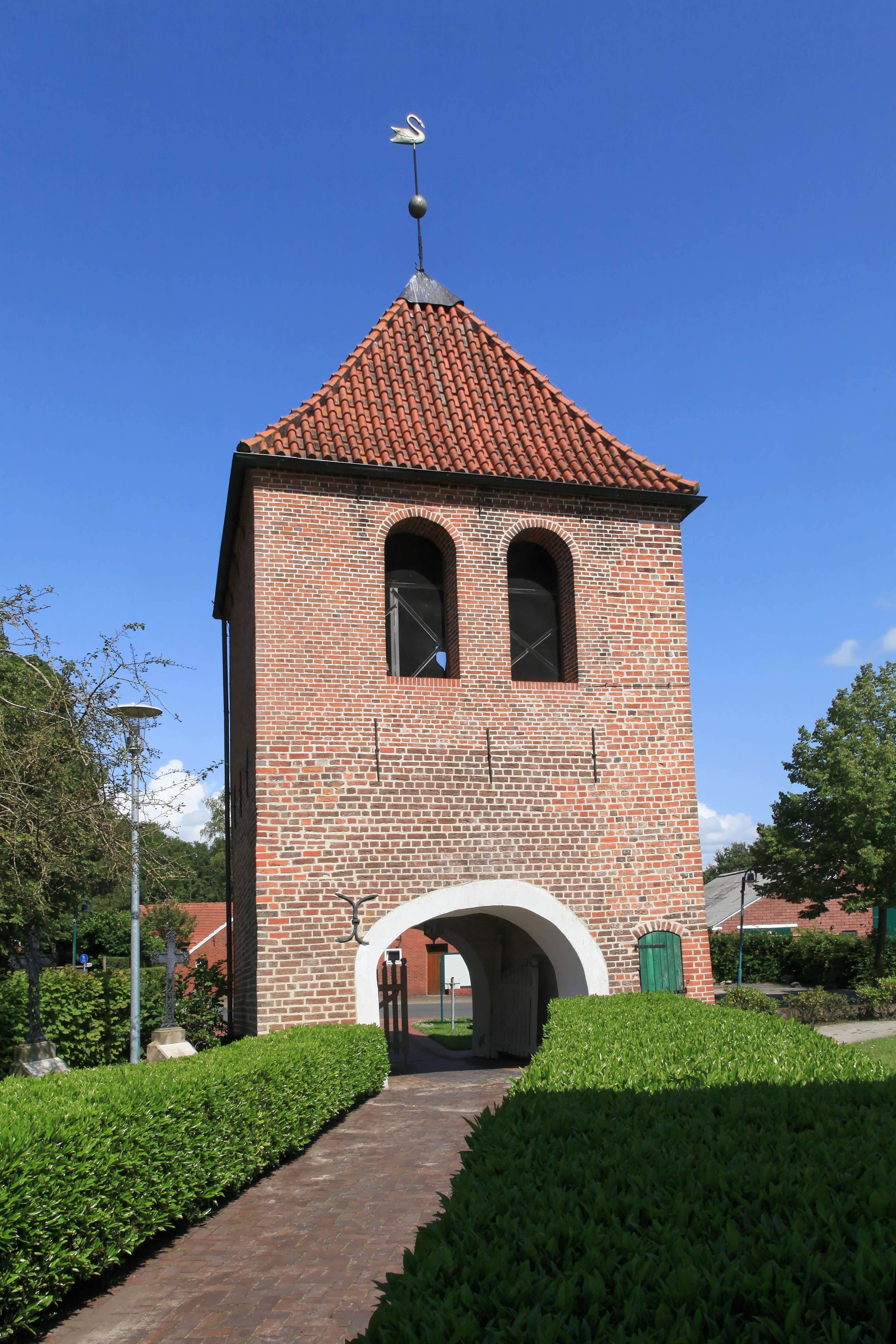
Rhaude – Glockenturm

Rhaude, die Muttergemeinde des späteren Rhauderfehns, ist heute ein Ortsteil der ostfriesischen Gemeinde Rhauderfehn und zählt zu den ältesten Ansiedlungen im Overledingerland.

## Rhaude Etymologie
Laut Heimatforschern leitet sich der Name Raweck, Roude oder Raude von der Roten Riede ab, einem Fluss, der früher nahe dem Ort vorbeifloss. Eine andere Deutung geht davon aus, dass Rhaude eine mittelalterliche Rodung in Wald war und der Ortsname Raude oder Roude sich vom „Roden des Waldes“ abgeleitet. Das Dorf Rhaude fand möglicherweise bereits im 10. Jahrhundert erstmals unter der Bezeichnung „in Renuuidu“ Erwähnung. In ersten gesicherten urkundlichen Quellen wurde der Ort „to Rawida“ (1409), „Rowde“ (1589) und „Raude“ (1719) genannt.

## Geschichte
Der ostfriesische Heimatforscher Otto Galama Houtrouw vermutete, dass Rhaude bereits zu Zeiten Karls des Großen gegründet wurde. Im Hochmittelalter zählte Rhaude zur ostfriesischen Landesgemeinde Overledingerland.
Die Rhauder Kirche, eine einschiffige Kirche mit Apsis und freistehendem Turm, stammt aus der ersten Hälfte des 14. Jahrhunderts und wurde als Wehrkirche erbaut, die der Bevölkerung bei Angriffen durch Räuber oder Soldaten Schutz bieten konnte.
Im Dreißigjährigen Krieg fiel Peter Ernst II. von Mansfeld 1622 von Holland aus über Münster mit 3000 Mann zu Fuß und 3000 Reitern ins Overledingerland ein. Rhaude und der Nachbarort Holte hatten die Last der Einquartierung zu tragen. 1637 rückte Landgraf Wilhelm von Hessen mit 7000 Mann aus dem Münsterschen heran. Die zuvor angelegte Rhauder Schanze wurde vom französischen General Rantfou gestürmt.
Rhaude lag im Amt Stickhausen und fiel 1744 nach dem Tod des letzten ostfriesischen Fürsten Carl Edzard ebenso wie die Grafschaft Ostfriesland an Preußen.
Ab 1807 gehörte Rhaude zum Königreich Holland und ab 1819 zum Kaiserreich Frankreich (Département Ems-Oriental, Arrondissement Emden, Kanton Stickhausen). Nach dem Ende der französischen Herrschaft gehörte Rhaude wieder zum Amt Stickhausen, zunächst im Königreich Preußen und ab 1815 im Königreich Hannover. Nach der Annexion Hannovers 1866 gehörte Rhaude wieder zum Königreich Preußen.
Im 17. Jahrhundert war Rhaude auch Ausgangspunkt für den Beginn der Moorkolonisierung in den südlich gelegenen Hochmooren. Bis in das 19. Jahrhundert hinein blieb das Kirchspiel Rhaude auch Muttergemeinde und Kirchort für die angrenzenden Moorkolonien und Fehne und war bis zum Beginn des 19. Jahrhunderts die flächengrößte Kirchengemeinde in Ostfriesland, bis sich nach und nach die verschiedenen Gemeinden auf den Moorkolonien selbstständig machten.
Die Gemarkung des alten Geestdorfes Rhaude hat heute eine Ausdehnung von 496 Hektar.
Im Jahr 1821 lebten etwa 210 Menschen in Rhaude, 1905 knapp 250, 1946 lebten über 530 Menschen in Rhaude und 2019 waren es gut 420 Menschen.
Mit Einführung der Kreisverfassung 1885 zählt das Dorf Rhaude zum Landkreis Leer.
Am 1. Januar 1973 wurde Rhaude in die neue Gemeinde Rhauderfehn eingegliedert.
Die Planungen für die Erneuerung des Dorfes Rhaude wurden von 1984 bis 1987 vollzogen und die Maßnahmen von 1987 bis 1995 durchgeführt.

## Persönlichkeiten

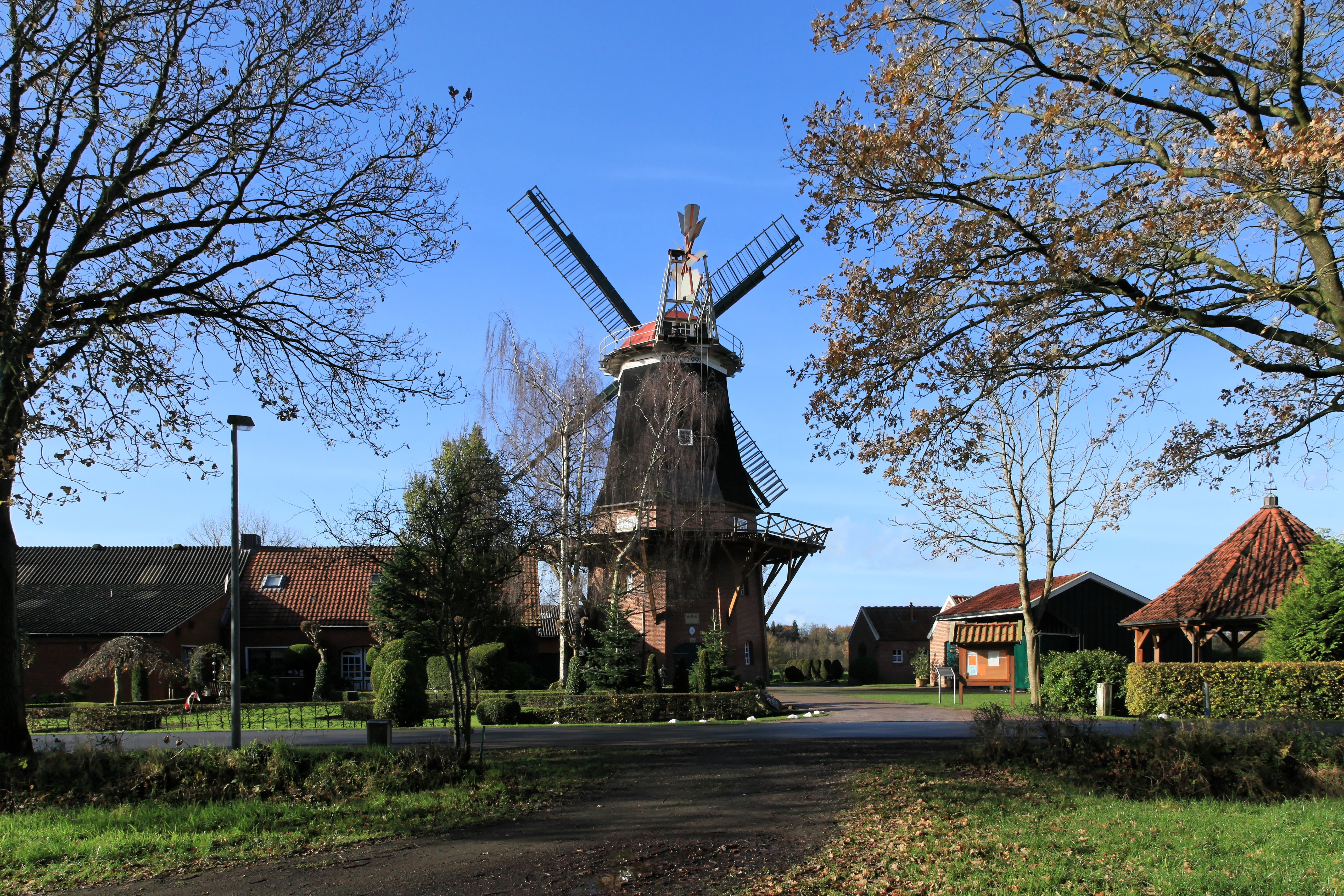
Rhauder Mühlenweg und Mühle

In Rhaude wurde am 28. Februar 1759 der deutsche Mediziner Johann Christian Reil geboren. Die Familie Reil stammte ursprünglich aus Braunschweig. Die Eltern waren Johann Julius Friedrich Reil (1716–1780), der als Pastor zunächst in Rhaude und später in Norden tätig war und dessen Ehefrau Anna Jansen-Streng (1731–1802). Johann Christian Reil war Mediziner und gilt als Wegbereiter der romantischen Medizin. Er war Anatom, Chirurg, Physiologe, Gynäkologe, Augenarzt, Badearzt und Reformer. Bekannt ist er heute jedoch vor allem als einer der Leibärzte Goethes und durch seine Arbeiten im Bereich der Psychosomatik. Reil gilt heute auch als einer der Wegbereiter der modernen Psychiatrie.

## Rhauder Mühle

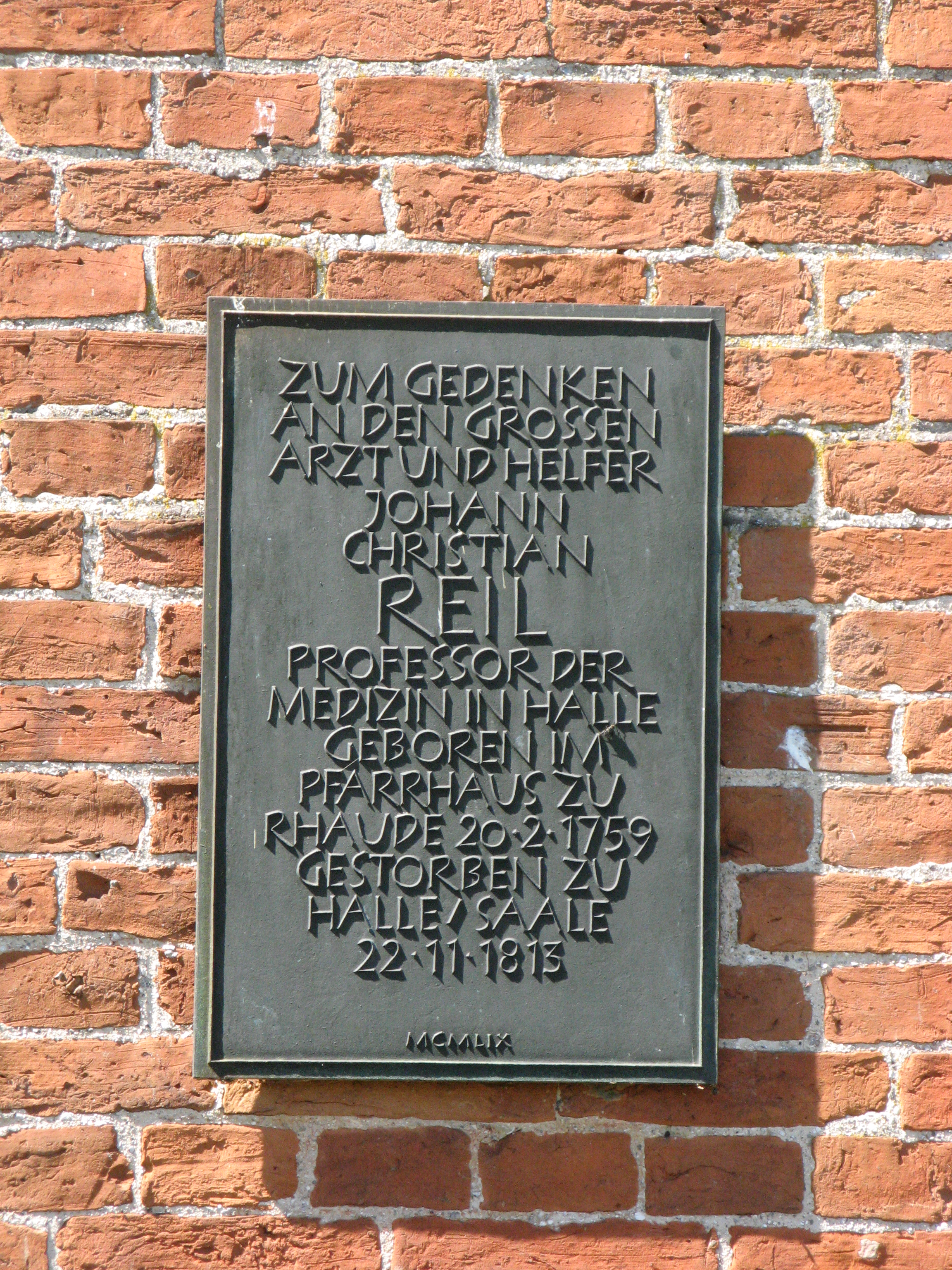
Gedenktafel für Johann Christian Reil in Rhaude am Pfarrhaus

In Rhaude befindet sich eine historische Windmühle, die heute als Veranstaltungs- und Ausstellungsraum genutzt wird und auf Anfrage auch besichtigt werden kann. Die Galarieholländer-Mühle wurde im Jahr 1852 erbaut und fiel später wie viele andere Windmühlen auch dem großen Mühlensterben in Ostfriesland zum Opfer. Im Jahr 1991 erwarb die Gemeinde Rhauderfehn den übriggebliebenen Mühlenstumpf. Mit ehrenamtlichem Einsatz wurde die ehemalige Windmühle restauriert und soweit wieder hergestellt, dass im Jahr 1996 der Achtkant und die Mühlenkappe wieder aufgesetzt werden konnten. Im Jahr 1997 wurden die Windmühlenflügel montiert, so dass die Windmühle wieder komplett war.